# Espectro obsesivo-compulsivo
El espectro obsesivo-compulsivo (conocido en inglés como obsessive-compulsive spectrum) es un modelo teórico de clasificación médica en el que diversos trastornos psiquiátricos, neurológicos o médicos, se describen como existentes dentro de un espectro de patologías relacionadas con el trastorno obsesivo-compulsivo (TOC). El modelo sugiere que varios trastornos se superponen y pueden coexistir con el TOC en el perfil sintomático, la demografía, la historia familiar, la neurobiología, comorbilidad, curso clínico y respuesta a diferentes tratamientos farmacológicos. Los trastornos descritos dentro del espectro se refieren a veces como trastornos del espectro obsesivo-compulsivo (obsessive–compulsive spectrum disorder). Se utilizan tests como la escala de gravedad de los trastornos obsesivo-compulsivos para diagnosticar y evaluar la gravedad de los síntomas.

## Trastornos
Las siguientes trastornos han sido propuestos por diversos investigadores como existentes dentro del espectro:
- Trastorno dismórfico corporal.[1][3][4][5]
- Dismorfia muscular, vigorexia.[6]
- Trastorno delirante.[1]
- Trastornos alimentarios: anorexia nerviosa, bulimia,[5] síndrome del atracón, ortorexia.[1][7]
- Hipocondría.[1][5]
- Trastornos del control de impulsos: onicofagia, cleptomanía, piromanía, trastorno explosivo intermitente, compra por impulso.[1][5]
- Síndrome de referencia olfativo.[8]
- Parafilias: pedofilia, voyeurismo, exhibicionismo, frotismo.[1][9]
- Adicción sexual sin parafilia (hipersexualidad).[1]
- Ludopatía.[10]
- Pica.[11]
- Síndrome de Tourette.[1]
- Tricotilomanía.[1][12]
- Síndrome de acaparador compulsivo, síndrome de Diógenes.[13]
- Síndrome de Asperger, autismo.[14]
- Fobia social.[14][15]
- Fobias simples.[6]
- Depresión.[15][16]
- Trastorno de ansiedad generalizada.[16]
- Trastorno de pánico, agorafobia.[15][16]
- Trastorno de despersonalización.[6]
- Tortícolis.[6]
- Corea de Sydenham.[6]
- PANDAS.[17][18]
- Trastorno obsesivo-compulsivo de la personalidad.[6]
- Trastorno esquizo-obsesivo.[6]
- Trastorno esquizotípico.[6]
- Drogodependencias como el alcoholismo y otras adicciones.[19][20][21]